# Wybory uzupełniające do Izby Reprezentantów w 1. okręgu wyborczym w Alabamie w 2013 roku
Wybory uzupełniające w 1. okręgu wyborczym w stanie Alabama odbyły się 17 grudnia 2013 r. wskutek rezygnacji kongresmena Jo Bonnera (objął stanowisko wicekanclerza uniwersytetu). 

## Wyniki[2]
- Bradley Byrne, reprezentujący Partię Republikańską – 36 tys. głosów (71%)
- Burton LeFlore, reprezentujący Partię Demokratyczną – 15 tys. głosów (29%)
- James Hell, kandydat niezależny